# Split Fiction
Split Fiction är ett kooperativt actionäventyrsspel som har utvecklats av Hazelight Studios och publiceras av Electronic Arts. Spelet släpptes för Playstation 5, Windows och Xbox Series X/S den 6 mars 2025.

## Spelupplägg
Precis som med Hazelights förra spel, It Takes Two, är Split Fiction speciellt designad för delad skärm med flera spelare, antingen genom lokalt eller onlinespel. I spelet tar spelarna kontrollen över Zoe och Mio, två rivaliserande författare som båda blev fångade i sina egna berättelser. De två främlingar måste samarbeta för att undkomma och övervinna många utmaningar på vägen, eftersom Mios science fiction-berättelse vävs samman med Zoes fantasyhistoria. Spelet är ett actionäventyrsspel som spelas ur ett tredjepersonsperspektiv, som kräver att spelare klarar pussel, plattformsutmaningar och bossfajter. Spelarna kommer att hoppa mellan de båda världarna där varje bana bjuder på en unik spelmekanik.

## Utveckling
Utvecklingen av spelet började efter lanseringen av It Takes Two (2021). Ett team på 80 personer byggde spelet med Unreal Engine 5. De två karaktärerna är uppkallade efter Josef Fares två döttrar.
Split Fiction tillkännagavs av Hazelight Studios och dess spelchef Josef Fares vid The Game Awards 2024. Fares citerade då att spelet skulle släppas för Playstation 5, Windows och Xbox Series X/S den 6 mars 2025. Det skulle som med Hazelights tidigare spel att använda sig av ett "Friend's Pass"-system, där ägaren av spelet kan bjuda in en vän att spela tillsammans gratis. Det skulle även stödja spel över olika plattformar vid lanseringen. Precis som med Hazelights tidigare spel publicerades Split Fiction  under Electronic Arts "EA Originals"-etikett.

## Filmatisering
I april 2025, endast en och en halv månad efter att spelet hade kommit ut på marknaden, så meddelade den webbaserade film- och TV-tidningen MovieZine att en filmatisering i regi av Jon M. Chu och med manus skrivet av Rhett Reese och Paul Wernick, var under utveckling. En av huvudrollerna kommer dessutom att spelas av Sydney Sweeney.